# لب‌بالایی‌ها
لب‌بالایی‌ها (نام علمی: Upeneus) نام یک سرده از تیره بزماهیان است.